# Pogonia yunnanensis
Pogonia yunnanensis är en orkidéart som beskrevs av Achille Eugène Finet. Pogonia yunnanensis ingår i släktet Pogonia och familjen orkidéer. Inga underarter finns listade i Catalogue of Life.